# Første jernbanedirektiv
Det Første jernbanedirektiv med betegnelsen 91/440/EC (med tilføjelser også kaldet Første jernbanepakke) er et EU-direktiv som udlægger rammerne for en EU-lov og kravene til jernbanerne i EU for at tillade fri adgang for andre operatører end de der ejer infrastrukturen.
Lovgivningen blev sidenhen udvidet med yderligere direktiver for at inkludere grænseoverskridende transittrafik med gods.
De efterfølgende direktiver 2001/12/EC, 2001/13/EC og 2001/14/EC som bygger videre på den indledende lovgivning, er tilsammen benævnt Første jernbanepakke. I September 2001 begyndte processen med at samle direktiverne i en enkelt lovgivning, med tilføjelse af ændringer for at stramme reguleringen af rammerne. Den Anden og Tredje jernbanepakke sigtede på yderligere integration.

## Baggrund
I mange EU-lande blev jernbanerne oprindelig anlagt af selvstændige private selskaber som drev regionale netværk, efter tilladelse (koncession) og lovgivning fra regering eller regent. I løbet af det 19. og 20. århundrede (i Danmark fra 1880) blev jernbanerne samlet i landsdækkende selskaber eller organiseringer, ofte via nationalisering (i Danmark via oprettelsen af DSB). Disse havde ofte fuldstændige eller reelle monopoler.
De nationale selskaber var lodret integrerede med infrastruktur og drift i samme selskab, og det var svært eller umuligt for andre operatører at køre deres egne tog på de nationale netværk, og at konkurrere på udenlandske netværk. Derfor skabte man i 1991 EU-direktiv 91/440 for at skabe et lovkrav om at selvstændige operatører skulle kunne ansøge om udiskriminerende adgang til jernbanenettet i et EU-medlemsland.

## Beskrivelse
Målet med direktivet er at skabe et mere effektivt jernbanenet ved at skabe større konkurrence. For at opnå dette har medlemslandende pligt til at sørge for, at organisationer som driver (og som oftest ejer) infrastrukturen (spor, signaler og sikringsanlæg) og organisationer som leverer tjenesteydelser (kører tog) er separate organisationer (selvom det i princippet kan være to datterselskaber under et moderselskab) og drives på kommerciel basis. 
Desuden har operatører fra alle medlemslande lov til at drive trafik på alle andre medlemslandes infrastruktur, både passager- og gods-trafik; dog skal der af hensyn til trafikken søges om adgang. Den fri konkurrence som mandatet kræver er valgfri dog ikke for regionale baner og bybaner (såsom den Københavnske S-bane).
Der findes yderligere lovgivning som omhandler jernbanedrift der er dækket af direktivet:

### Grænseoverskridende godstrafik
Direktivet blev yderligere uddybet og forklaret samt udvidet af EU-direktiv 2001/12 som indledningsvis tillod grænseoverskridende godstrafik på et netværk, kaldet the Trans European Rail Freight Network, som omfatter havne og godsterminaler. Netværket skulle udvides til hele det europæiske jernbanenet. Som konsekvens heraf blev der lavet en yderligere ændring af den oprindelige lovgivning, som krævede at standarder for togsikkerhed og drift af trafik skulle fastlægges tydeligt og administreres af en organisation som ikke leverer kommercielle tjenester. Desuden krævede direktivet selvstændig regnskabsføring af indtægter og udgifter ved passager- og gods-trafik.

### Allokering af spor og betaling for adgang
EU-direktiv 2001/14 etablerede rammerne for oprettelsen af organisationer som styrer og regulerer adgangen til jernbanenettet, og betalingen for brug af nettet, dette direktiv erstatter det tidligere EU-direktiv 95/19.

### Licens til jernbane-operatører
EU-direktiv 95/18 etablerede rammerne  og retningslinjerne for den måde lande i EU tildeler licens til jernbanedrift til operatører; en licens tildelt i en medlemsstat er generelt også gyldig i alle andre medlemsstater. Dette direktiv blev yderligere uddybet af EU-direktiv 2001/13 i 2001.

### EU-direktiv 2004/51
EU-direktiv 2004/51 (en del af den Anden jernbanepakke) udvidede direktiv 91/440 med en reference til the Trans European Rail Freight Network, og fremtid adgang fra 2007 for jernbaneoperatører med gyldig licens til hele det europæiske jernbanenet.

## Resultater
Det oprindelige direktiv blev af nogen anset for en lov om privatisering af jernbanerne, men der er ingen krav om noget niveau af privatisering; det primære formål med processen var en de-monopolisering af de europæiske jernbaner, med sigte på at øge konkurrencen, en proces kaldet "liberalisering".
Der har også været en større udvidelse af antallet af private gods-operatører, mange relativt små såsom Rail4Chem og ERS Railways; selvom nationale selskaber stadig kontrollerer hovedparten af trafikken. Deutsche Bahn har udvidet sine aktiviteter på gods-området betydeligt, med købet af gods-delen af andre nationale selskaber i bl.a. Holland, Danmark og Storbritannien. Det statslige franske jernbaneselskab SNCF har også udvidet på gods-området gennem opkøb, hvilket har ført øget muligheden for et reelt transnationalt monopol til erstatning for tidligere nationale monopoler, eller et potentielt duopol mellem SNCF og Deutsche Bahn i det meste af vest-Europa.
Et datterselskab af det britiske DB Schenker Rail (UK) - EuroCargoRail - operer tog i Frankrig og Spanien; en usandsynlig situation før liberaliseringen.
Stigningen i grænseoverskridende trafik har medført en øget efterspørgsel for flerstrøm-lokomotiver (lokomotiver der kan køre på flere spænding, f.eks. det danske 25 kV og det tysk/svenske 15 kV), såsom Bombardiers TRAXX, Siemens EuroSprinter og elektriske versioner af Alstoms Prima lokomotiver.
Indenfor passagertrafik er store selskaber opstået, eller har udvidet til markeder indenfor relaterede markeder såsom First Group, Veolia, Serco og Arriva.
I Storbritannien er direktiverne blev kritiseret indenfor nogen områder, til dels baseret på problemerne med den fuldstændige privatisering af British Rail, og desuden at regler favoriserer konkurrence som ikke nødvendigvis er kompatibel med arbejderes rettigheder.

### Implementering
I årene efter indførelsen af direktiverne implementerede de forskellige lande dem i forskellig udstrækning og med forskellig hastighed. I 2004 var nogen såsom Storbritannien gået langt ud over det oprindelig krav om privatisering (dog ikke i Nordirland), mens andre såsom Frankrig, Finland og Danmark havde oprettet fuldstændig selvstændige infrastruktur-selskaber og jernbane-operatører ud fra de oprindelige statsejede jernbaneselskaber (i Danmark først Banestyrelsen og siden Banedanmark, og DSB). Andre, bl.a. Tyskland, havde oprettet moderselskaber (typisk som holding-selskaber; i Tyskland DB AG) med datterselskaber for infrastruktur (i Tyskland DB Netz) og forskellige tjenester, mens andre blot adskilte regnskabsføring mellem de forskellige organisatoriske enheder. 
De fleste EU-lande har stadig statsejede infrastruktur-selskaber, og hovedparten har privatiseret deres tjenesteydelser (passager- og gods-trafik) helt eller delvist, eller arbejder henimod en privatisering.
I juni 2010 indledte EU-Kommissionen juridiske skridt via EU-retten imod 13 medlemslande som ikke havde implementeret direktiverne i den Første jernbanepakke fuldstændigt. Disse lande var Grækenland, Frankrig, Italien, Irland, Polen, Portugal, Slovenien, Tjekkiet, Tyskland, Ungarn og Østrig. I 2012 afviste EU-retten anklagerne mod Tyskland og Østrig om at opdelingen mellem infrastruktur og tjenesteydelser var utilstrækkelig. Portugal, Spanien og Ungarn har fortsat ikke fuldstændigt implementeret alle aspekter af direktiverne. I 2012 indledtes en sag mod Bulgarien om mangel på implementering. I Februar 2013 besluttede retten at Spanien og Ungarn ikke havde liberaliseret deres jernbaner; opdelingen mellem infrastruktur og drift var ikke tilstrækkeligt adskilt.

## Eksterne kilder og henvisninger
- Direktivet